# 베독레저보와역

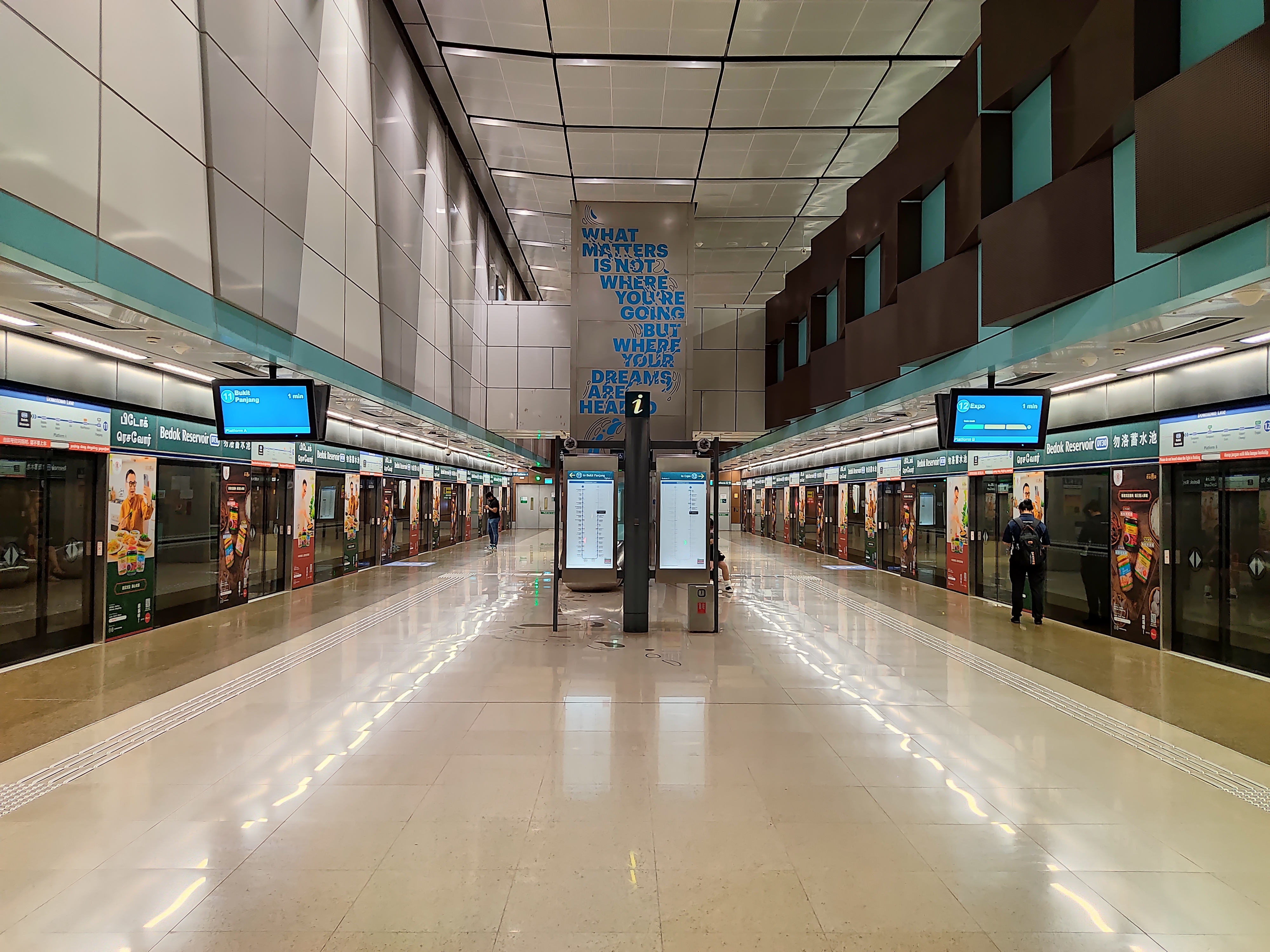

베독레저보와역(Bedok Reservoir MRT station)은 싱가포르 베독에 있는 다운타운선(DTL)의 지하 대중교통 역이다. 베독 노스 애비뉴 3 옆 베독 레저보와 로드에 위치하며 베독 레저보와 근처에 거주하는 주민들과 베독그린중학교, 유능(Yu Neng)초등학교, 펑샨 초등학교 및 레드스와티카스쿨(Red Swastika School)의 학생들에게 서비스를 제공한다.
이 역은 2010년 8월 DTL 스테이지 3 역이 공개되면서 발표되었다. 이 역은 2017년 10월 21일에 개장했다. Ong & Ong이 디자인한 베독레저보와역에는 응치용(Ng Chee Yong)의 공공 예술 작품 "Somewhere Else"가 있다.